# Underground Resistance
Gli Underground Resistance sono un collettivo musicale statunitense fondato a Detroit, in Michigan. Il collettivo è noto per la sua militanza politica, per l'utilizzo del registratore multitraccia e per l'utilizzo di strategia strettamente anticommerciali.

## Discografia

### Album
- 1991 - Revolution for Change
- 1998 - Interstellar Fugitives
- 2005 - A Hitech Jazz Compilation